# GMM Grammy
GMM Grammy najveći je medijski konglomerat za zabavu na Tajlandu. Drži 70 posto udjela tajlandske industrije zabave. Grammyjevi umjetnici su Thongchai McIntyre, Silly Fools i Loso. Osim glazbenog poslovanja, tvrtka se bavi koncertnom produkcijom, upravljanjem umjetnicima, filmskom i televizijskom produkcijom i izdavaštvom.

## Vanjske poveznice
- Službena web stranica